# Microsoft Dinosaurs
Microsoft Dinosaurs là một đĩa CD-ROM tương tác mang tính giáo dục lấy chủ đề về loài khủng long do hãng Microsoft phát triển.

## Sản xuất
Microsoft đã đầu tư vào quyền tiếp cận toàn bộ thư viện chữ viết và hình ảnh của nhà xuất bản tài liệu tham khảo Dorling Kindersley. Họ sử dụng nó nhằm tạo dựng nội dung cho dòng phần mềm Microsoft Home, bao gồm cả Microsoft Dinosaurs.

## Lối chơi
Microsoft Dinosaurs chứa 400MB thông tin liên quan đến khủng long, bao gồm video động hoàn toàn, âm thanh và thư viện tác phẩm nghệ thuật được quét bằng máy scan. Chương trình chính có tới 1.000 hình ảnh minh họa, 200 bài viết ở dạng siêu văn bản và 800 cửa sổ bật lên. Người chơi có thể khám phá nội dung theo bốn cách khác nhau: Tập bản đồ (Atlas), Niên biểu (Timeline), Gia đình (Families) và Chỉ mục (Index). Ngoài ra còn có một chuyến tham quan dẫn đường chỉ lối do "Khủng long" Don Lessem tổ chức. Trò chơi bao gồm các phân cảnh kể về việc cho khủng long ăn, giao chiến và sinh con đẻ cái, trước đây từng được phát sóng trong một bộ phim truyền hình Mỹ do Dịch vụ Truyền thanh Công cộng phát hành.

## Bình phẩm
The Obscuriority cảm thấy tựa game này "chứng minh tài liệu tham khảo được biên soạn cẩn thận có thể mang lại giá trị thông tin như thế nào", đồng thời nói thêm rằng những trải nghiệm học tập có hướng dẫn như thế này vẫn có giá trị ngay cả trong thời đại của Wikipedia. Tạp chí Compute! cho rằng trò chơi này "mang tính giải trí và giáo dục cao". PC Magazine cho rằng nó có thể sử dụng ngay lập tức và là một "niềm hân hoan về mặt thị giác". PCWorld.ol cảm thấy tựa game này hoàn hảo về mặt thẩm mỹ và vô cùng phong phú về chất lượng. Tờ báo The Seattle Times cho rằng tài sản chủ yếu trong game chính là nội dung thông tin, thách thức nhất quán. Một bài viết đăng trên tập san Journal of Accountancy kể lại đến một đứa trẻ bốn tuổi chỉ mất vài tháng sau khi sử dụng chương trình thì đã xác định chính xác loại đồ chơi khủng long và thu thập thông tin trong game.
Hiệu ứng âm thanh của trò chơi đã giành được giải thưởng của ngành công nghiệp truyền thông đa phương tiện.